# Анисимов, Николай Владимирович (военный)
Николай Владимирович Анисимов (21 февраля 1873 — 1921) — российский военный деятель, генерал-майор (1917).

## Послужной хронологический список
- Родился 21.02.1873 г. Православный.
- 1891 — окончил Виленскую 1-ю классическую гимназию[1].
- 08.08.1891 — вступил в службу.
- 1893 — окончил Киевское пехотное юнкерское училище подпоручиком (ст. 07.08.1893) в 27-ю артиллерийскую бригаду.
- ст. 04.08.1896 — поручик.
- 1899 — окончил Николаевскую академию Генерального Штаба по 1-му разряду.
- ст. 02.06.1899 г. — штабс-капитан.
- состоял при штабе Киевского ВО.
- 15.06.—15.11.1900 — старший адъютант штаба 44-й пехотной дивизии.
- 15.11.1900—05.09.1903 — обер-офицер для поручений при штабе Киевского ВО.
- ст. 01.04.1901 — капитан.
- 02.11.1902—08.11.1903 — отбывал цензовое командование ротой в 132-м пехотном Бендерском полку.
- 05.09.1903—28.11.1907 — состоял в прикомандировании к Чугуевскому пехотному юнкерскому училищу для преподавания военных наук.
- ст. 06.12.1904 — подполковник.
- 28.11.1907—14.03.1908 — штаб-офицер для поручений при штабе Виленского ВО.
- 14.03.1908—29.04.1913 — состоял в прикомандировании к Чугуевскому пехотному юнкерскому училищу для преподавания военных наук.
- ст. 06.12.1908 — полковник.
- 14.05.—15.09.1910 — отбывал цензовое командование батальоном в 121-м пехотном Пензенском полку.
- 29.04.1913—27.03.1917 — инспектор классов Виленского военного училища[2].
- 27.03.1917—02.01.1918 — начальник Виленского военного училища[3].
- 02.04.1917 — генерал-майор.
- 05.01.1918 — был захвачен красными в Полтаве, куда в 1915 году было эвакуировано училище из Вильны.
- 1921 — умер в Ковно, где проживал в эмиграции в Литве.

Был женат, имел дочь.

## Награды
- орден Святого Станислава 3-й степени (1902).
- орден Святой Анны 3-й степени (1906).
- орден Святого Станислава 2-й степени (1911).